# Völklingen

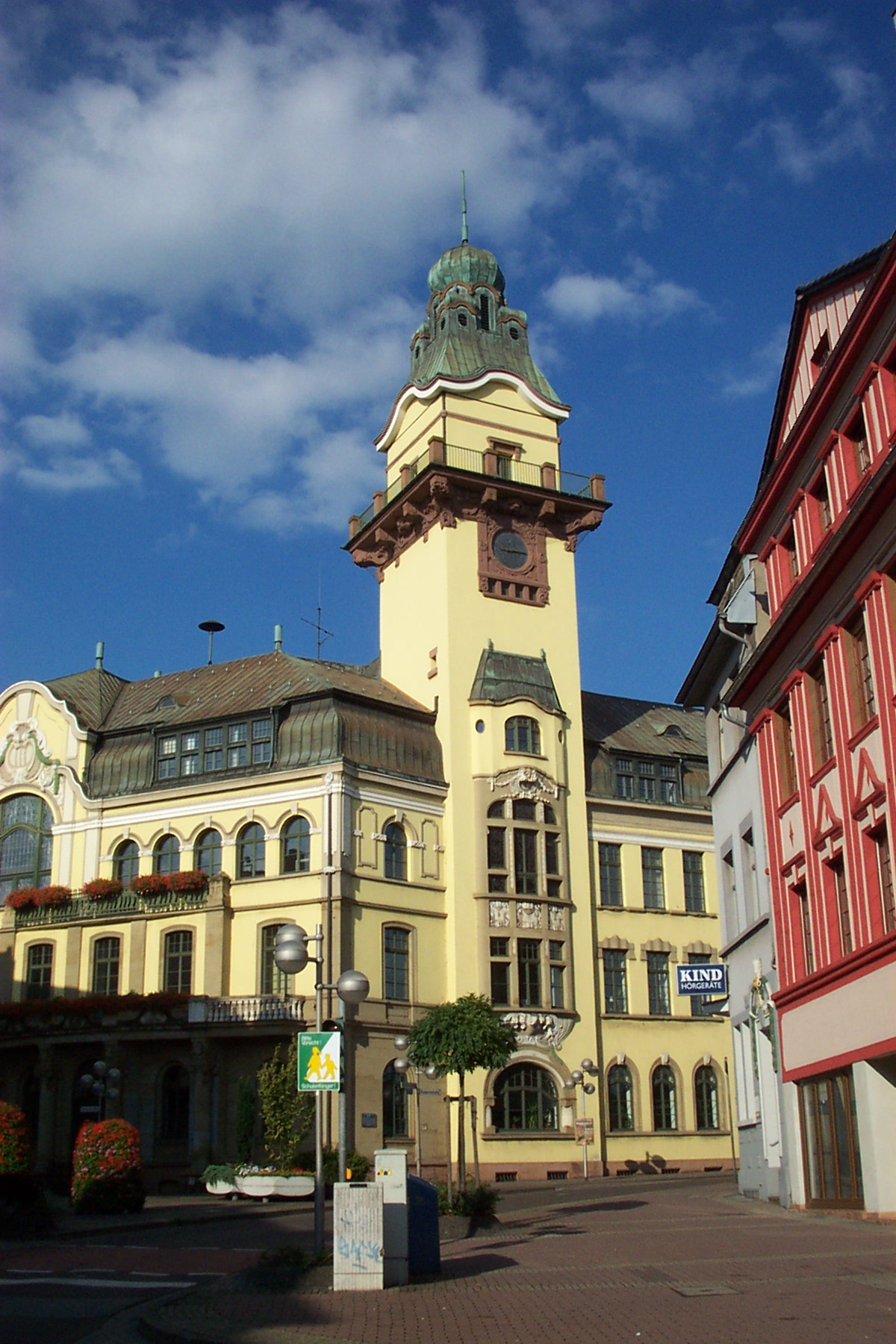
Altes Rathaus

Völklingen ist eine an der Saar gelegene Mittelstadt mit ca. 40.000 Einwohnern. Sie ist nach Saarbrücken die zweitgrößte Stadt im Regionalverband Saarbrücken und gemessen an der Einwohnerzahl die viertgrößte Stadt des Saarlandes.
Die Stadt war und ist stark durch die Montanindustrie geprägt. Sie ist Sitz der Saarstahl AG. Weithin bekannt ist Völklingen durch das Weltkulturerbe Völklinger Hütte. Die Völklinger Hütte ist weltweit das einzige Eisenwerk aus der Blütezeit der Industrialisierung, das vollständig erhalten ist. Seit 1994 zählt es zum UNESCO-Weltkulturerbe.

## Geografie

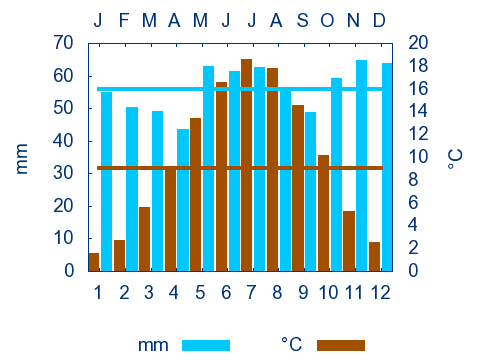
Klimadiagramm

### Geografische Lage
Völklingen liegt am Ufer der Saar, wenige Kilometer westlich der Landeshauptstadt Saarbrücken. Die Stadtteile links der Saar gehören zur Warndt-Region und grenzen an Frankreich. Im Stadtteil Wehrden mündet die Rossel, in Völklingen der Köllerbach in die Saar.
Die Nachbarstädte/-orte sind (im Uhrzeigersinn): Püttlingen, Saarbrücken, Großrosseln, Freyming-Merlebach (F), Saint-Avold (F), L’Hôpital (F), Carling (F), Creutzwald (F), Wadgassen und Bous.

### Klima

Niederschlagsdiagramm

Der Jahresniederschlag beträgt 679 mm und liegt damit im mittleren Drittel der von den Messstellen des Deutschen Wetterdienstes erfassten Werte. 36 % zeigen niedrigere Werte an. Der trockenste Monat ist der April; am meisten regnet es im November. Im niederschlagreichsten Monat fällt etwa 1,5 mal mehr Regen als im trockensten Monat. Die jahreszeitlichen Niederschlagschwankungen liegen im unteren Drittel. In nur 1 % aller Orte schwankt der monatliche Niederschlag weniger.

## Stadtteile
Das Stadtgebiet von Völklingen gliedert sich in zehn Stadtteile. Nach dem Alphabet sind das Fenne, Fürstenhausen, Geislautern, Heidstock, Innenstadt, Lauterbach, Ludweiler, Luisenthal, Röchlinghöhe und Wehrden.
Gemäß den Bestimmungen des Kommunalselbstverwaltungsgesetzes wurden mit Völklingen, Ludweiler und Lauterbach in Völklingen 3 Gemeindebezirke gebildet. Für jeden dieser Gemeindebezirke ist ein Ortsrat zu wählen. Deren Anliegen gegenüber der Stadt werden durch einen Ortsbeirat und einen Ortsvorsteher vertreten.
| Stadtteil     | Fläche in km² | Einwohner per 30. Juni 2024 | davon Ausländer | Ausländeranteil in Prozent | Beispielbild |
| ------------- | ------------- | --------------------------- | --------------- | -------------------------- | ------------ |
| Fenne         |               | 932                         | 290             | 35,8                       |              |
| Fürstenhausen |               | 2.471                       | 555             | 22,54                      |              |
| Geislautern   |               | 3.183                       | 556             | 17,5                       |              |
| Heidstock     |               | 4.491                       | 624             | 13,9                       |              |
| Stadtmitte    |               | 13.721                      | 4.908           | 35,8                       |              |
| Lauterbach    | 18,83         | 2594                        | 312             | 10,6                       |              |
| Ludweiler     | 20,2          | 5.820                       | 573             | 9,9                        |              |
| Luisenthal    |               | 1.905                       | 595             | 31,2                       |              |
| Röchlinghöhe  |               | 1.317                       | 102             | 7,7                        |              |
| Wehrden       |               | 5.198                       | 1.512           | 29,1                       |              |
| Gesamt        | 67,1          | 41.632                      | 10.027          | 24,1                       |              |

## Geschichte

### Frühgeschichte und Antike
Völklingen gehört zu den ältesten Siedlungen im Saarland, schon 1940 wurde dort der etwa 120.000 Jahre alte Faustkeil von Ludweiler entdeckt.
In keltischer Zeit war die fruchtbare Talaue zwischen den Einmündungen der Rossel und des Köllerbaches in die Saar besiedelt, und in römischer Zeit war hier ein Knotenpunkt für die regionalen Verkehrs- und Wirtschaftsströme.

### Mittelalter

#### Fränkische Besiedelung
Im frühen Mittelalter zwischen dem 5. und 9. Jahrhundert wurde der Marktflecken bei der ersten Besiedelungswelle der Franken zu einem Zentrum der umliegenden Bauerngehöfte. In Völklingen lag das neben Saarbrücken und Wadgassen bedeutendste Königsgut an der Saar. Hier trafen sich zwei Straßen: Die vom Köllertal zur Saar verlaufende Route mit der alten Römerstraße von Saarbrücken nach Trier. So erhielt Völklingen Bedeutung in der fränkischen Verwaltung, Gerichtsbarkeit und der Ausübung von Herrschaftsrechten.

#### Erste urkundliche Erwähnungen
Völklingen wurde am 27. Oktober 822 als „Fulcolingas“ (abgeleitet vom germanischen Rufnamen Fulko, neuhochdeutsch Volko) erstmals in einer Urkunde des Durandis, des Vizekanzlers Ludwigs des Frommen erwähnt. Der Bau der Völklinger Kirche St. Martin fällt noch in die Karolingerzeit und bezeugt die Funktion des Ortes als zentralem Kirchplatz. Ein zweites Dokument vom 14. April 999 überliefert, dass Kaiser Otto III. das Gut Fulquelinga zusammen mit der Burg Saarbrücken und dem Warndt dem Bischof Adalbero II. von Metz zu Lehen gab, der wiederum die Grafen des unteren Saargaues damit belehnte.

#### Bäuerliche Siedlung
Völklingen blieb in den folgenden Jahrhunderten eine bäuerliche Siedlung, die der Hochgerichtsbarkeit der Grafen von Saarbrücken unterstand. Somit stand den Grafen von Saarbrücken in Völklingen das Recht der Eintreibung von Abgaben und die Erhebung von Frondienste der Bevölkerung zu. Zu den Hofgütern des Ortes gehörten Fürstenhausen, Geislautern und Wehrden, das im Jahr 1234 erstmals urkundlich erwähnt wurde. Wehrden erlangte durch seine Saarfähre im Mittelalter an Bedeutung. Aus dem Jahr 1422 datiert das älteste Völklinger Weistum als erste schriftliche Festsetzung der örtlichen Rechtsverhältnisse.

### Frühe Neuzeit

#### Völklinger Bauernaufstand
Im Jahr 1566 kam es zu einem Bauernaufstand gegen den Saarbrücker Grafen. Zur Abwendung neuer, schwerer Frondienste beim Bau des Homburger Schlosses verweigerten die Völklinger den Dienst und stellten sich in den Schutz der Metzer Bischöfe François de Beaucaire de Péguillon und Louis (I.) Kardinal de Lorraine-Guise als ihrer obersten Lehensherren. Die Auseinandersetzung, in deren Verlauf es zur Einkerkerung von Völklinger Bauern kam, wurde erst im Jahr 1572 beigelegt. Im Jahr 1575 wurde in der Grafschaft Saarbrücken durch den Grafen Philipp IV. von Nassau-Weilburg zwangsweise die Reformation nach lutherischem Bekenntnis eingeführt.

#### Frühindustrialisierung
In der frühen Neuzeit gehörte die „hof und frie hofstadt folckelingen“ zu den wohlhabenderen Dörfern in der Grafschaft Nassau-Saarbrücken. Durch Steuerlisten ist ein deutliches Bevölkerungswachstum dokumentiert. Im Jahr 1524 wurden 29 Familien und 17 Bauerngüter gezählt, im Jahr 1542 waren es bereits 42 Familien. Eisen- und Kohlefunde führten neben dem traditionellen Handwerk und der Saarfischerei zu einer frühen Industrialisierung. So entstand im heutigen Geislautern mit der Förderung der Grafen von Saarbrücken im Jahr 1572 die älteste größere Eisenschmelze des Saarlandes. Im Jahr 1621 begann mit gräflicher Erlaubnis die Steinkohlegewinnung im Tagebau in Geislautern.

#### Ansiedelung von calvinistischen Hugenotten
Zur Vermehrung der Bevölkerung und zur Ankurbelung der Wirtschaft wurden im Jahr 1604 im Warndt Hugenotten angesiedelt. Dafür wurde auf dem Land des Völklinger Hofes durch den Saarbrücker Grafen Ludwig II. von Nassau-Weilburg der Ort Ludwigsweiler (heute der Völklinger Ortsteil Ludweiler) angelegt. In einer Urkunde erlaubt der Graf zwölf Hugenotten, die wegen ihres calvinistischen Glaubens vor dem französischen König hatten flüchten müssen, an der „Rixfurth im Warneth“ ein Dorf zu gründen. Der Vorgang ist insofern bemerkenswert, als die Grafen von Nassau-Saarbrücken im Jahre 1575 die Reformation nach Lutherischem Bekenntnis eingeführt hatten und nach den Bestimmungen des Augsburger Religionsfriedens (1555) die Calvinisten nicht geduldet waren. Dennoch erhielten die Hugenotten in Ludweiler das Recht, eine eigene Pfarrei zu errichten. Die hugenottischen Einwanderer brachten das Glasbläserhandwerk mit und führten im Jahr 1616 die Glasindustrie an der Saar ein. Der Warndt bot dazu mit dem Vorkommen von Quarzsand, Holzkohle und Farnen zur Pottaschegewinnung günstige Voraussetzungen. Nach einigen Jahrzehnten verkürzte sich der Name Ludwigsweiler in Ludweiler.

#### Dreißigjähriger Krieg
Während des Dreißigjährigen Krieges (1618–1648) wurde die Bevölkerung Völklingens durch Überfälle der spanischen, schwedischen, lothringischen und französischen Soldateska um fast 84 Prozent dezimiert. Hüttenwerke und Bauernhöfe verwaisten, die wenigen Überlebenden litten unter Hungersnöten.

#### Reunionspolitik der französischen Krone
Im Jahr 1672 kam es in Völklingen zu französischen Einquartierungen. Der französische König Ludwig XIV. hielt die Grafschaft Saarbrücken von 1678 bis 1697 besetzt (→ Reunionspolitik). Zu den positiven Folgen gehörte eine Bodenreform, die bisher landlosen Bewohnern Völklingens Grund und Boden übereignete. Im Jahr 1697 wurde der Graf von Saarbrücken, Ludwig Crato, durch den Frieden von Ryswick wieder in seine alten Rechte eingesetzt. Der inzwischen katholischen Bevölkerungsmehrheit wurde aber die freie Religionsausübung gestattet.

#### Merkantilistische Wirtschaftspolitik
Auch die Saarbrücker Grafen förderten nun verstärkt die Wirtschaft und das Wachstum der Bevölkerung. Im Jahr 1700 gab es 90 Häuser mit 480 Bewohnern. Nach der Bodenreform bewirtschafteten nun 96 Bewohner eigenes Land. Im Jahr 1701 wurde bei Wehrden eine hölzerne Brücke über die Saar errichtet. In Geislautern wurde die Glashütte wieder angefahren und in Lauterbach entstand zu Beginn des 18. Jahrhunderts eine zweite Glasmachersiedlung. Im Jahr 1730 nahm in Geislautern ein neues Eisenwerk mit zwei Hochöfen den Betrieb auf. Auch zwei Kohlegruben sorgten für Arbeitsplätze. Zur Verbesserung der Infrastruktur wurde ab dem Jahr 1734 die Straße von Völklingen nach Bous gebaut. Ab dem Jahr 1742 fuhr die Postkutsche zweimal pro Woche die 25 Kilometer lange Strecke von Saarbrücken über Völklingen nach Saarlouis. Die letzten beiden absolutistischen Landesherren, Wilhelm Heinrich († 1768) und Ludwig († 1794), stellten mit der Verstaatlichung des Bergbaues und einer forcierten Ansiedelung von Erzschmelzen, Hammerwerken und Walzwerken entscheidende Weichen für die weitere Entwicklung Völklingens.

### Neueste Zeit

#### Französische Revolution und Herrschaft Napoleons
Mit dem Ausbruch der Französischen Revolution versuchte das Saarbrücker Grafenhaus durch zögerliche Reformmaßnahmen, den Brandherd der gesellschaftlichen Umwälzungen einzudämmen. So wurden den Völklinger Bauern im Jahr 1790 gegen Zahlung eines jährlichen Frongeldes die Fronfuhren zum Saarbrücker Schloss erlassen und im Jahr 1793, als bereits französische Revolutionstruppen in Völklingen einfielen, die Leibeigenschaft durch Fürst Ludwig aufgehoben. Mit der Flucht des gesundheitlich angeschlagenen Fürsten Ludwig vor der Französischen Revolution im selben Jahr ins Kurmainzer Exil nach Aschaffenburg und dessen Tod im Jahr 1794 wurden die alten feudalen Strukturen in Völklingen beseitigt.
Im Jahr 1801 fielen im Friede von Lunéville die gesamten linksrheinischen Gebiete des Heiligen Römischen Reiches Deutscher Nation, die Frankreich bereits seit 1797 offiziell mit seinem Staatsgebiet vereinigt hatte, der französischen Republik zu. Napoleon gewährte den linksrheinischen Gebieten die vollen staatsbürgerlichen Rechte, Freiheit des Eigentums, Gewerbefreiheit, Bauernbefreiung und ein fortschrittliches Rechts- und Verwaltungssystem.
Völklingen war seit 1799 eine Mairie im Arrondissement Saarbrücken und profitierte von der im französischen Kaiserreich systematisch betriebenen Förderung von Technik und Forschung. In Geislautern entstand im Jahr 1807 aufgrund einer Anordnung Napoleons aus dem Jahre 1802 die École Pratique des Mines, eine von zwei Berg- und Hüttenschulen des im Jahr 1804 gegründeten französischen Kaiserreiches. Die Schule sollte zur Weiterentwicklung des Bergbau- und Hüttenwesens beitragen und technische Beamte ausbilden. Erster Direktor wurde Jean Baptist Duhamel (Nach ihm wurde der Duhamel-Schacht des Bergwerkes Ensdorf benannt). In Geislautern wurden in der Folgezeit richtungsweisende Verbesserungen des Schmelzverfahrens entwickelt und eine deutliche Qualitätssteigerung in der Herstellung von Stählen, Eisen und Blechen ermöglicht. Auch mit Verkokungsversuchen und neuen Verzinnungsverfahren wurde in Geislautern Technikgeschichte geschrieben. Ergebnis einer systematischen Bodenerkundung war der Duhamel-Saargruben-Atlas, der heute noch als kartographisches Standardwerk gilt. Ebenso wurden Versuche gemacht, den Kohletransport mit dem Einsatz von dampfbetriebenen Wagen zu erleichtern.

#### Niederlage Napoleons und Übergang Völklingens an das Königreich Preußen
Nach der Niederlage Napoleons bei Waterloo fiel das Gebiet Völklingens im Jahr 1815 an Preußen. Völklingen wurde Sitz einer Bürgermeisterei, die auch für die Orte Püttlingen, Großwald, Altenkessel/Neudorf und Luisenthal zuständig war. Nächste verwaltungsmäßige Einheit war der Landkreis Saarbrücken. Preußen förderte die vorhandene Industrie und ließ die Infrastruktur systematisch ausbauen. In der Grube Geislautern begann in den 1830er Jahren mit der Kettenförderung und dem Abteufen des ersten Tiefstollens der großindustrielle Steinkohlenbergbau an der Saar. Im Jahr 1840 wurde im Geislauterner Eisenwerk der erste Kokshochofen in der Region angeblasen, wodurch die Massenproduktion von Eisen und Stahl ermöglicht wurde. Im Völklinger Ortsteil Fenne wurde die im Jahr 1812 gegründete Spiegelhütte der größte Hohlglashersteller im südwestdeutschen Raum.
Völklingen wuchs innerhalb weniger Jahrzehnte vom kleinen Dorf zum industriellen Ballungsraum mit über 18.000 Einwohnern heran. Nach der Errichtung einer Postexpedition im Jahr 1847 wurde im Jahr 1860 ein Bahnhof der neuen Eisenbahnlinie Saarbrücken-Merzig-Trier angelegt. Durch den Eisenbahnanschluss wuchsen sowohl die Wirtschaft als auch die Bevölkerung Völklingens rapide an. Im Jahr 1862 wurde Völklingen Sitz eines Amtsgerichtes und im gleichen Jahr erhielt die erste Apotheke ihre Konzession. Die Einrichtung einer eigenen Gendarmeriestation sowie eines modernen Knappschaftskrankenhauses erfolgte im Jahr 1868 und im Jahr darauf wurde die Saar bei Wehrden durch eine neue Brücke überquert.
Durch den Bau eines eigenen Rathauses im Jahr 1876 rückte man das ehemalige Dorfzentrum, das früher direkt an der Saar gelegen hatte, weiter Richtung Norden. Das Ortsbild, das bisher von Bauernhäusern geprägt worden war, wurde nun im Stil des Historismus und des Jugendstils völlig umgestaltet. Das Völklinger Rathaus wurde umfassend erweitert und die Eligiuskirche, die Mühlgewannschule, das Gymnasium sowie das neue Amtsgerichtsgebäude errichtet. Daneben entstanden Stadthäuser und gründerzeitliche Villen der bürgerlichen Führungsschicht der prosperierenden Unternehmen.
Ein eigenes Postamt wurde im Jahr 1883 eingerichtet. Die zentrale Wasserversorgung wurde ab 1894 gebaut und im Jahr 1909 erfolgte die Einweihung der elektrischen Straßenbahn von Völklingen nach Ludweiler.

#### Hochindustrialisierung

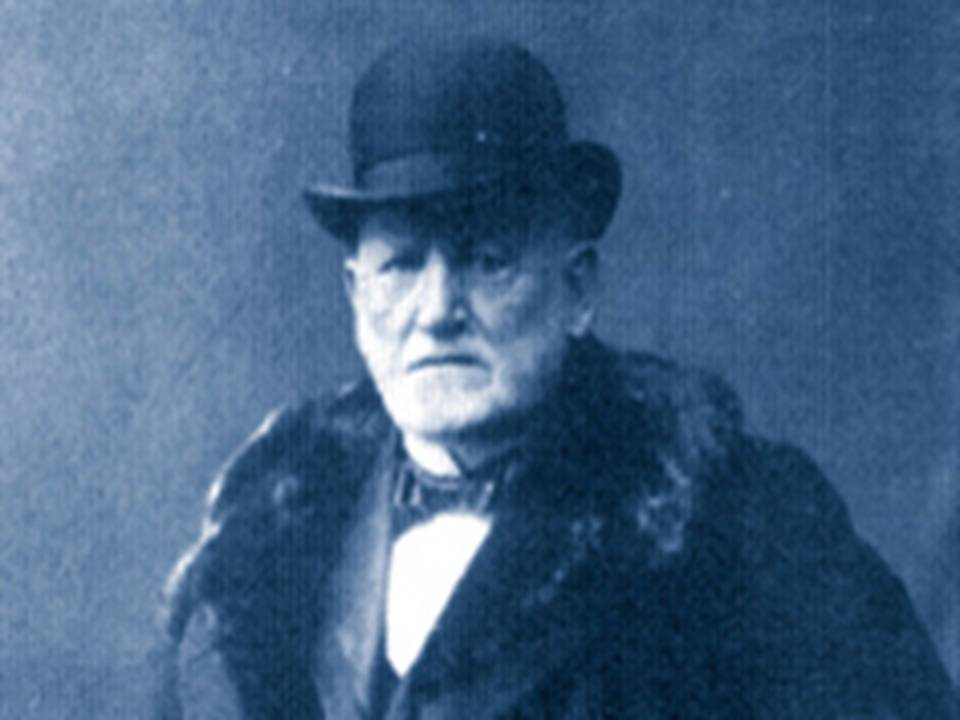
Carl Röchling (1827–1910)

Entscheidend für die weitere Entwicklung Völklingens in dieser Phase war die Übernahme der 1873 gegründeten Völklinger Eisenhütte durch die Gebrüder Röchling im Jahr 1881. Die Hütte, deren erster Hochofen im Jahr 1883 angeblasen wurde, sollte über ein Jahrhundert lang die Stadtentwicklung bestimmten. Das Familienunternehmen Röchling machte Völklingen innerhalb weniger Jahre zum großindustriellen Zentrum.
Das im Bogen der Saar gelegene Unternehmen bestimmte mit seiner Sogkraft von nun an die Entwicklung des Ortes. Bereits im Jahr 1890 war die Hütte der größte Hersteller von geschweißten Eisenträgern im Deutschen Reich. Ein modernes Thomas-Stahlwerk, mit dem auch die Minette-Erze aus dem benachbarten Lothringen verhüttbar waren, ging im Jahr 1891 in Betrieb. Bis zum Jahr 1903 entstanden sechs Hochöfen. Ab dem Jahr 1908 erlaubte ein neuer Induktionsofen die Produktion von Elektrostahl in großen Mengen. Auch an der militärischen Aufrüstung des Deutschen Reiches war Völklingen in erheblichem Maße beteiligt.
Der Einfluss der Unternehmerfamilie Röchling bestimmte sowohl Politik und Gesellschaft. Die beherrschenden Unternehmerpersönlichkeiten waren Kommerzienrat Carl Röchling und dessen Sohn Hermann Röchling, der ab dem Jahr 1898 als Geschäftsführer und technischer Leiter entscheidenden Einfluss im Familienunternehmen hatte.
Auf Initiative der Röchlings entstanden auch vorbildliche soziale Einrichtungen (Kranken-, Pensions- und Invaliditätsabsicherung, Kinderbetreuung, Konsumgenossenschaften, Freizeit- und Bildungseinrichtungen, Bau von mehreren Wohnkolonien und die finanzielle Förderung von Wohneigentum). Ziel dieser sozialpolitischen Maßnahmen war es, eine treue Belegschaft ohne politische Neigungen zu sozialdemokratischem und gewerkschaftlichem Engagement heranzuziehen. Wirtschaftliche Abhängigkeit und das Gefühl der Verpflichtetheit gegenüber den Röchlings schufen eine Generationen überdauernde enge Bindung der Einwohnerschaft Völklingens an das Unternehmen.

#### Völkerbundszeit und Nationalsozialismus

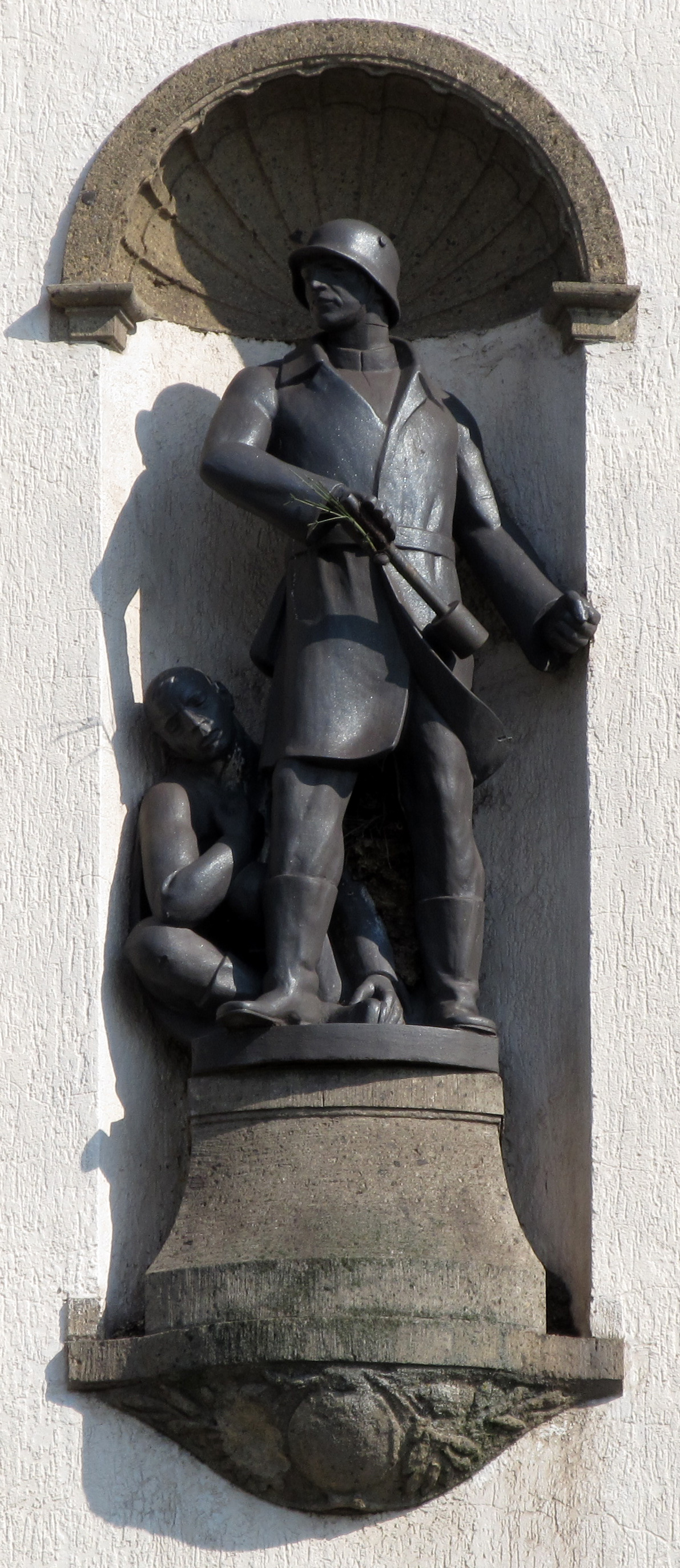
Völklingen Versöhnungskirche, handgranatenschleudernder Soldat als Allegorie der Treue (Stiftung von Hermann Röchling)

Im Jahr 1918 wurde Völklingen nach dem verlorenen Ersten Weltkrieg von französischen Truppen besetzt und durch den Versailler Vertrag als Teil des Saargebietes unter die Verwaltung des Völkerbundes gestellt. Die Trennung vom deutschen Wirtschaftsraum erhöhte die Schwierigkeiten bei der Umstellung der Wirtschaft auf Friedensproduktion. Konservative Kräfte in Wirtschaft und Politik konnten das Elend der Nachkriegszeit dazu nutzen, revanchistische Gedanken in der Völklinger Bevölkerung zu propagieren. So thematisiert die im Jahr 1928 vollendete neobarocke evangelische Völklinger Stadtkirche (Erlöserkirche, später Versöhnungskirche), die man als Ersatz für die alte, im Jahr 1922 bei einem Brand zerstörte Martinskirche, errichtet hatte, in ihrem, in den Jahren 1935–1937 entstanden, Deckengemälde ein höchst politisches Thema. Dargestellt ist der Tag des Jüngsten Gerichts mit Christus in der Mitte, umgeben von der Industrielandschaft Völklingens mit rauchenden Fabrikschloten, den verstorbenen Mitgliedern der Stifterfamilie Röchling, einem seine Fesseln abstreifenden zur Freiheit aufstrebenden Adler als allegorischem Verweis auf die Rückgliederung des Saargebietes in das Deutsche Reich 1935 sowie der Gruppe derer, die für den Bau verantwortlich zeichneten (Architekten, Pfarrer, Kirchenmeister), zusammen mit einem kleinen Modell der Kirche. Ebenso stellte man an der Fassade einen handgranatenschleudernden Soldaten dar.
Während des Völkerbund-Mandats bestanden in Völklingen und in Fenne Domanialschulen.
Bei der Saarabstimmung am 13. Januar 1935 stimmten die Völklinger mit 89,8 Prozent für die Rückkehr zum Deutschen Reich. Die Unternehmensführung unter Hermann Röchling erhielt zunehmend Einfluss im industriepolitisch-militärischen Machtapparat des sogenannten Dritten Reiches. Am 1. April 1937 erhielt die bisherige Bürgermeisterei Völklingen mit den Teilorten Fürstenhausen, Geislautern und Wehrden die Stadtrechte. Aufrüstung und Infrastrukturprogramme zur Vorbereitung des Zweiten Weltkrieges bescherten Völklingen eine neue Hochkonjunktur.
Im Zweiten Weltkrieg standen die Stahlwerke Völklingens ganz im Dienst der Kriegswirtschaft und Hermann Röchling wurde von Adolf Hitler mit Führungsaufgaben in der Organisation des Hüttenwesens im Deutschen Reich und den besetzten Gebieten betraut. Nach dem Zusammenbruch des NS-Systems und der Zerstörung Völklingens im Zweiten Weltkrieg wurde Röchling, der zunächst untertauchen konnte, im Jahr 1949 wegen Verbrechen gegen die Menschlichkeit zu 10 Jahren Haft in einem Freiburger Diakonissenheim verurteilt, aus der er allerdings schon nach zwei Jahren mit der Auflage entlassen wurde, das Saarland nie wieder betreten zu dürfen.

#### Unmittelbare Nachkriegszeit und Saarstaat
Im Jahr 1945 wurde die Stadt von US-Truppen besetzt und kam anschließend unter französische Verwaltung. Im Jahr 1947 wurde Völklingen Teil des halbautonomen Saarstaates unter der Regierung von Ministerpräsident Johannes Hoffmann. Die zerstörte Stadt wurde wieder aufgebaut und im Jahr 1952 erreichte sie in wirtschaftlicher Hinsicht die Vorkriegskapazität wieder. Neue Produktionsanlagen wurden geschaffen und im Kohleabbau und der Kohleveredelung stieg Völklingen wieder zu den bedeutendsten Industriestädten des Saarlandes auf.
Am 23. Oktober 1954 war zwischen dem deutschen Bundeskanzler Konrad Adenauer und dem französischen Ministerpräsidenten Pierre Mendès France das Abkommen zwischen den Regierungen der Bundesrepublik Deutschland und der Französischen Republik über das Statut der Saar ausgehandelt worden. Bis zum Abschluss eines Friedensvertrages mit Deutschland sah das Abkommen die Unterstellung des Saarlandes unter einen Kommissar der Westeuropäischen Union vor. Dieser sollte das Land nach außen vertreten. Die saarländische Regierung sollte jedoch weiter für die inneren Angelegenheiten zuständig und die wirtschaftliche Anbindung an Frankreich erhalten bleiben. Allerdings war auch eine engere wirtschaftliche Vernetzung mit der Bundesrepublik vorgesehen.
Bei der Volksabstimmung zum Abkommen am 23. Oktober 1955 über das europäische Statut des Saarlandes stimmte Völklingen folgendermaßen ab: 7.233 (27,65 %) Wahlberechtigte stimmten mit Ja; 18.922 (72,34 %) Wahlberechtigte stimmten mit Nein. Der saarländische Landesdurchschnitt der Ja-Sager lag bei 32,3 %, der der Nein-Sager bei 67,7 %.
Durch die darauf folgenden Verhandlungen und den Luxemburger Vertrag vom 27. Oktober 1956, in dem Frankreich der Rückgliederung des Saarlandes unter westdeutsche Hoheit zustimmte, wurde Völklingen zum 1. Januar 1957 politisch und am 6. Juli 1959 („Tag X“) wirtschaftlich der Bundesrepublik Deutschland angeschlossen.

#### Völklingen in den 1960er und frühen 1970er Jahren
Die Zeit nach der Angliederung an die Bundesrepublik Deutschland bedeutete für Völklingen in wirtschaftlicher Hinsicht „goldene Jahre“.
Im Jahr 1962 kam es durch eine Schlagwetterexplosion in der Grube Luisenthal zu einem Grubenunglück, das 299 Menschenleben forderte. Im Jahr 1965 wurde Völklingen der Status einer Mittelstadt verliehen. Zahlreiche Neubaugebiete entstanden und gleichzeitig gingen ganze Ensembles von Bauwerken aus der Gründerzeit und früheren Epochen im Stadtbild durch Abriss verloren. Am 1. Januar 1974 wurden die Gemeinden Ludweiler und Lauterbach anlässlich der Gebiets- und Verwaltungsreform im Saarland 1974 eingemeindet.

#### Stahlkrise seit den 1970er Jahren
Mit dem Beginn der Stahlkrise in der Mitte der 1970er Jahre fand die wirtschaftliche Aufwärtsbewegung Völklingens ein abruptes Ende. Ein Abbau von Arbeitsplätzen in einem bisher nicht gekannten Ausmaß war die Folge. Im Jahr 1978 zog sich die Familie Röchling aus der krisengeschüttelten Stadt zurück und die Hütte wurde durch den Luxemburger ARBED-Konzern übernommen. In Völklingen wurde im Jahr 1980 ein neues Blasstahlwerk zur Herstellung hochspezialisierter Qualitätsstähle mit mehreren Walzstraßen in Betrieb genommen. Mit der Verlagerung der Roheisenphase nach Dillingen/Saar schloss im Jahr 1986 die alte Völklinger Hütte. Vom Jahr 1966 bis zum Jahr 1995 schrumpfte die Zahl der bei der Völklinger Hütte beschäftigten Mitarbeiter von 17.500 auf 3.500. Der zusätzliche Abbau von Arbeitsplätzen in der Steinkohleförderung stürzte die Stadt in eine Wirtschaftskrise ungeheuren Ausmaßes.
Im Jahr 1993 kam es zum Konkurs der Saarstahl AG, in der auch die Röchlingschen Betriebe aufgegangen waren. Im Jahr 1994 wurde die alte Völklinger Hütte in die Liste der Kulturdenkmäler der UNESCO als Weltkulturerbe aufgenommen. Völklingen ist Hauptsitz der Saarstahl AG, die nach Aufhebung des Konkursverfahrens im Jahr 2001 weiterhin produktiv ist.
Die Kernstadt tut sich schwer, ihren 1993 erlangten Ruf als „hässlichste Stadt Deutschlands“ loszuwerden. In einigen Bereichen um den Saarhafen und die alte Völklinger Hütte wurde inzwischen jedoch in ein schöneres Stadtbild investiert. Auch der Bereich Stadtmitte wird derzeit einer größeren Umstrukturierung im Rahmen des Forschungsvorhabens „Stadtumbau West“ unterzogen. Die Völklinger Wirtschaft sollte von der Monokultur der Montanwirtschaft hin zu einer diversifizierten Wirtschaftsstruktur entwickelt werden.
Ersatzarbeitsplätze wurden im Bereich der Umwelttechnologie, der Baustoffindustrie und in Produktionsstätten moderner Technologiebereiche geschaffen.

#### Kontroverse um Hermann Röchling
Die Stadtverwaltung Völklingens wurde im Jahr 2000 in der ARD-Sendung Kontraste scharf dafür kritisiert, Adolf Hitler und den wegen Verbrechen gegen die Menschlichkeit verurteilten Hermann Röchling als Ehrenbürger zu führen und nach letzterem einen Stadtteil zu benennen. Die Stadt wurde wegen des Rekordergebnisses der NPD bei den Stadtratswahlen 2004 im Verfassungsschutzbericht des Landes Nordrhein-Westfalen des gleichen Jahres erwähnt. Im Jahr 2009 halbierte sich deren Ergebnis.
Im Jahr 1956 wurde der Völklinger Stadtteil Bouser Höhe zu seinem ersten Todestag nach Hermann Röchling umbenannt. Der Ortsteil hieß nun Hermann-Röchling-Höhe. Am 31. Januar 2013 entschied der Stadtrat Völklingens nach jahrelangen kommunalpolitischen Diskussionen, den Stadtteil in Röchlinghöhe umzubenennen. Damit soll der Name zukünftig nicht mehr mit Hermann Röchling selbst konnotiert werden, sondern nur noch mit der Unternehmerfamilie Röchling.

### Konfessionsstatistik
Gemäß Zensus 2011 waren 54,7 % der Bevölkerung katholisch, 26,1 % evangelisch, und 19,2 % gehörten anderen oder keiner öffentlich-rechtlichen Religionsgemeinschaft an. Der Anteil der evangelischen und katholischen Kirchenmitglieder an der Gesamtbevölkerung ist seitdem jährlich um 2 Prozentpunkten gesunken. Gemäß dem Zensus 2022 waren 42,3 % der Einwohner katholisch, 14,5 % evangelisch, und 43,2 % waren konfessionslos, gehörten einer anderen Glaubensgemeinschaft an oder machten keine Angabe.

### Religionen

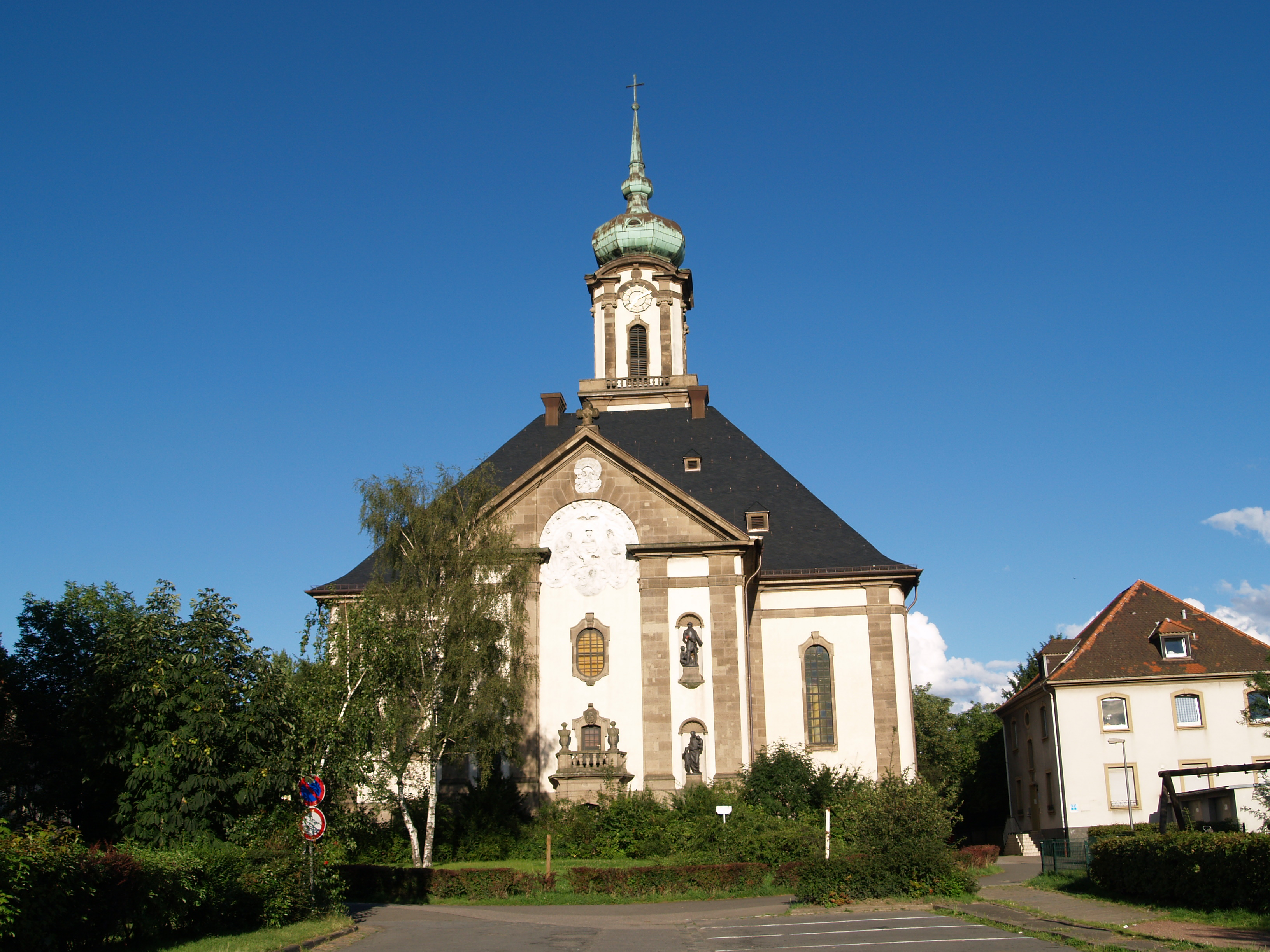
Versöhnungskirche

Die evangelische Bevölkerung der Stadt gehörte seit 1815 zur Evangelischen Kirche in Preußen, die ab 1922 Evangelische Kirche der altpreußischen Union (APU) hieß. 1947 entstanden aus den vormals altpreußischen Kirchenprovinzen selbständige Landeskirchen; Völklingen gehört seither zur Evangelischen Kirche im Rheinland. Die Evangelische Akademie im Saarland hat ihren Sitz in Völklingen.
Die katholische Bevölkerung der Stadt gehört zum Dekanat Völklingen im Bistum Trier.
Zu den Freikirchen in Völklingen gehört u. a. die Apostolische Gemeinschaft.
Trotz des ähnlichen Namens von dieser unterschieden werden muss die Apostolische Gemeinde des Saarlandes, die ebenfalls in Völklingen Gottesdienste abhält.
Eine Evangelisch-Freikirchliche Gemeinde ist seit 1999 im Stadtteil Heidstock mit einem Gemeindehaus vertreten, nachdem sie zuvor lange in der Innenstadt ansässig war. Die Anfänge der Gemeinde gehen auf das Jahr 1928 zurück. Von Völklingen ging die Initiative zur Gründung von Evangelisch-Freikirchlichen Gemeinden in Merzig und Saarbrücken aus. Die Gemeinde gehört zum Landesverband Südwest (Rheinland-Pfalz und Saarland) im Bund Evangelisch-Freikirchlicher Gemeinden.
Es gibt auch eine Gemeinde der Zeugen Jehovas mit etwa 135 Mitgliedern. Ihr Königreichssaal befindet sich im Stadtteil Heidstock
Auch die Neuapostolische Kirche ist in Völklingen vertreten.
Eine muslimische Vereinigung, die ein früheres Kinogebäude zu einer Moschee umgebaut hat, stellte den Plan zur Errichtung eines entsprechenden Minaretts zunächst zurück, um zuvor wechselseitige Vorurteile abzubauen. Seit 2011 steht nunmehr das erste saarländische Minarett an der Selimiye-Moschee in Völklingen-Wehrden. Diese Moschee wird ebenso wie die Kocatepe-Moschee im Stadtteil Ludweiler vom Dachverband DITIB geführt. Im Zentrum von Völklingen gibt es in der Moltkestraße die Merkez-Efendi-Moschee unter der Leitung des Dachverbandes VIKZ. Im Stadtteil Luisenthal befindet sich die Ulu-Moschee, die vom Dachverband IGMG getragen wird.

### Einwohnerentwicklung
| Völklingen: Einwohnerzahlen von 1970 bis 2024             | Völklingen: Einwohnerzahlen von 1970 bis 2024 | Völklingen: Einwohnerzahlen von 1970 bis 2024 | Völklingen: Einwohnerzahlen von 1970 bis 2024 | Völklingen: Einwohnerzahlen von 1970 bis 2024 |
| --------------------------------------------------------- | --------------------------------------------- | --------------------------------------------- | --------------------------------------------- | --------------------------------------------- |
| Jahr                                                      |                                               |                                               |                                               | Einwohner                                     |
| 1970                                                      | 1970                                          |                                               | 39.423                                        | 39.423                                        |
| 1980                                                      | 1980                                          |                                               | 44.800                                        | 44.800                                        |
| 1990                                                      | 1990                                          |                                               | 43.751                                        | 43.751                                        |
| 2000                                                      | 2000                                          |                                               | 42.990                                        | 42.990                                        |
| 2010                                                      | 2010                                          |                                               | 39.626                                        | 39.626                                        |
| 2020                                                      | 2020                                          |                                               | 39.412                                        | 39.412                                        |
| 2024                                                      | 2024                                          |                                               | 40.952                                        | 40.952                                        |
| Quelle(n): Statistik Internetpräsenz der Stadt Völklingen |                                               |                                               |                                               |                                               |

## Politik

### Stadtrat
Die 51 Sitze im Stadtrat verteilen sich nach der Wahl vom 9. Juni 2024 wie folgt:
- SPD: 14 Sitze
- CDU: 13 Sitze
- AfD: 8 Sitze
- GRÜNE: 1 Sitz
- FDP: 1 Sitz
- DIE LINKE: 1 Sitz
- FW Völklingen: 2 Sitze
- Wir Bürger Völklingen: 11 Sitze

### Bürgermeister und Oberbürgermeister
Bürgermeister
| - 1799–1805 Wilhelm Nessler - 1805–1813 Joh. Nikolaus Beilstein - 1813–1814 Georg Kunkel - 1814–1816 Friedrich Schaeffer - 1816–1821 Jacob Röchling - 1822–1831 Carl Kunkel - 183100000 Georg Leber - 1831–1849 Carl Schwarz - 1849–1851 Georg Flach - 1851–1879 Jakob Kühlwein - 1879–1903 Carl Stürmer - 1903–1907 Siegfried Cloos - 1908–1919 Friedrich Sohns - 1920–1922 Fr. D. Krawutschke - 1922–1933 Karl Janssen - 1933–1936 Josef Sieberin | - 193700000 Julius Weber (NSDAP) - 1937–1941 Helmut Eder (NSDAP) - 1941–1942 Johann Latz (NSDAP) - 1942–1943 Karl Graf (NSDAP) - 1943–1945 Johann Latz (NSDAP) - 194500000 Wilhelm Limburg - 1945–1946 Ernst Kunkel - 1946–1948 Anton Tinnes - 1949–1956 Rudolf Trenz - 1956–1974 Hans Fischer - 1974–1980 Heinrich Schüssler - 1980–1987 Friedrich Gemmel - 1987–2003 Fritz Diehl - 2003–2008 Jochen Dahm - 2008–2018 Wolfgang Bintz (CDU) - seit 1. Juni 2018 Christof Sellen (CDU) |

Oberbürgermeister
- 1956–1968 Otto Hemmer (DPS)
- 1968–1989 Raymund Durand (SPD)
- 1989–2003 Hans Netzer (SPD)
- 2003–2018 Klaus Lorig (CDU)
- 2018–2024 Christiane Blatt (SPD)
- Ab 1. Oktober 2024 Stephan Tautz (Wir Bürger Völklingen)

### Städtepartnerschaften
- Ars-sur-Moselle (Frankreich), seit 1973
- Les Lilas (Frankreich), seit 1984
- Forbach (Frankreich), seit 1964

## Kultur und Sehenswürdigkeiten

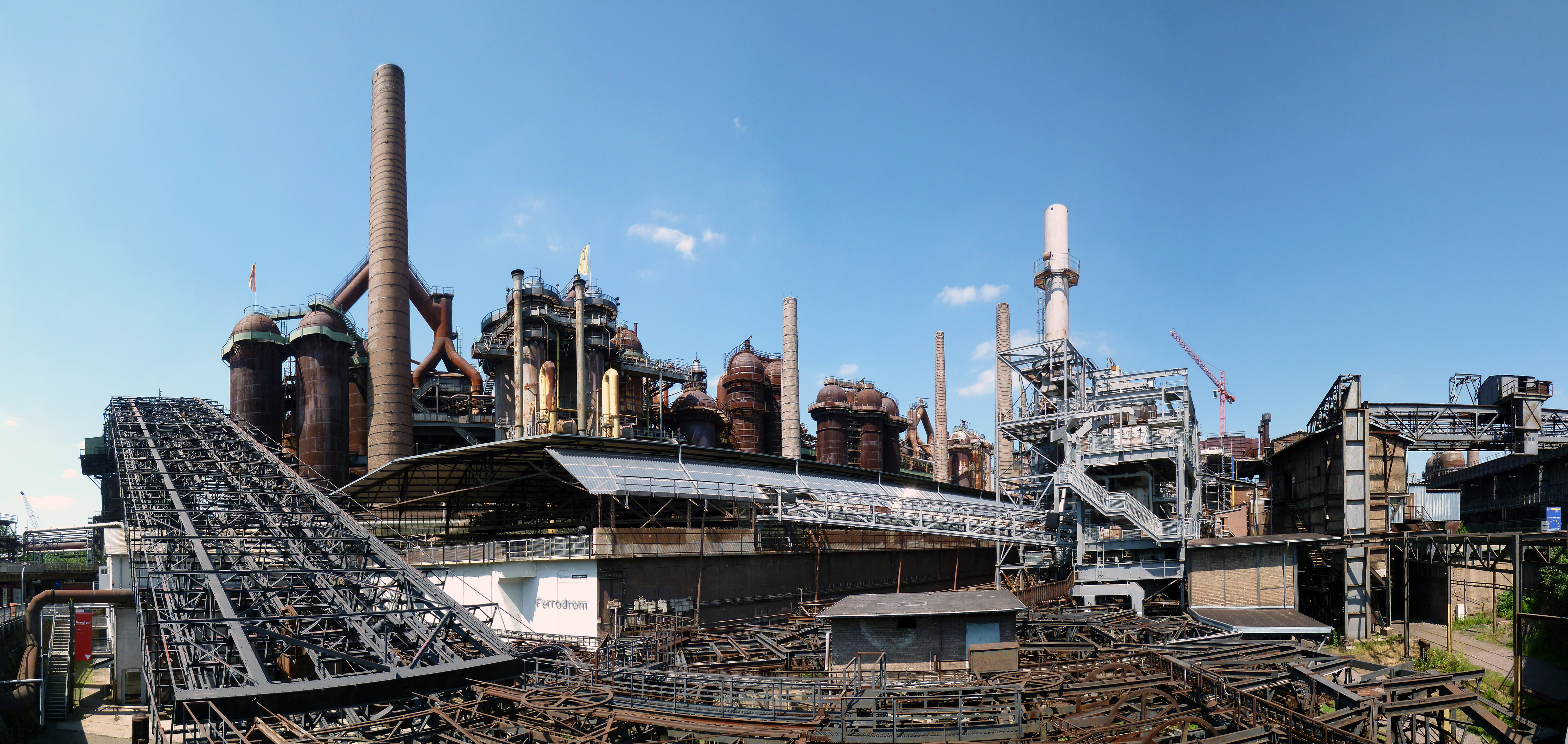
Weltkulturerbe Völklinger Hütte

### Bauwerke

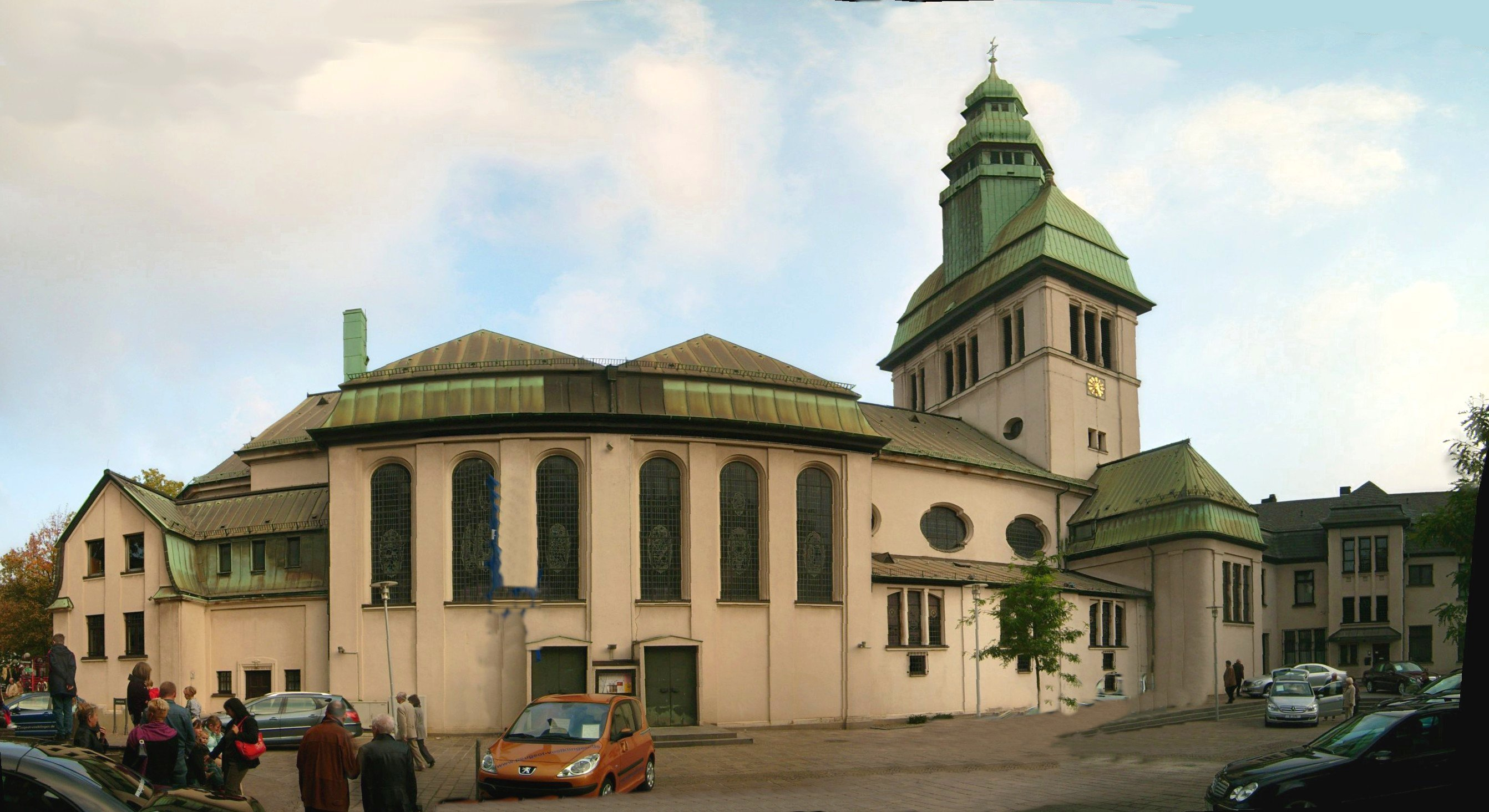
St. Eligiuskirche

- Weltkulturerbe Völklinger Hütte, eines der bedeutendsten Industriedenkmäler Deutschlands
- Katholische Kirche St. Eligius
- Altes Rathaus
- Alter Bahnhof
- Versöhnungskirche
- Hugenottenkirche
- Evangelische Auferstehungskirche – Wehrden / Geislautern
- Katholische Kirche St. Paulinus (Warndtdom) – Lauterbach
- Katholische Pfarrkirche Mariä Himmelfahrt zu Geislautern
- Katholische Kirche Herz Jesu – Ludweiler
- Katholische Kirche St. Hedwig – Wehrden
- Katholische Kirche St. Josef – Wehrden
- Katholische Kirche Christkönig – Luisenthal
- Katholische Kirche St. Paulus – Heidstock
- Katholische Kirche St. Michael – Völklingen
- Königreichssaal der Zeugen Jehovas – Heidstock
- Bergmannsdenkmal – Lauterbach – Am 5. Juli 1876 kamen im Bergwerk zu Spittel (L’Hôpital) 42 Bergleute ums Leben, darunter 26 aus Lauterbach. Die Lauterbacher Bergleute wurden in einem Massengrab auf dem alten Friedhof neben der St.-Paulinus-Kirche beigesetzt.

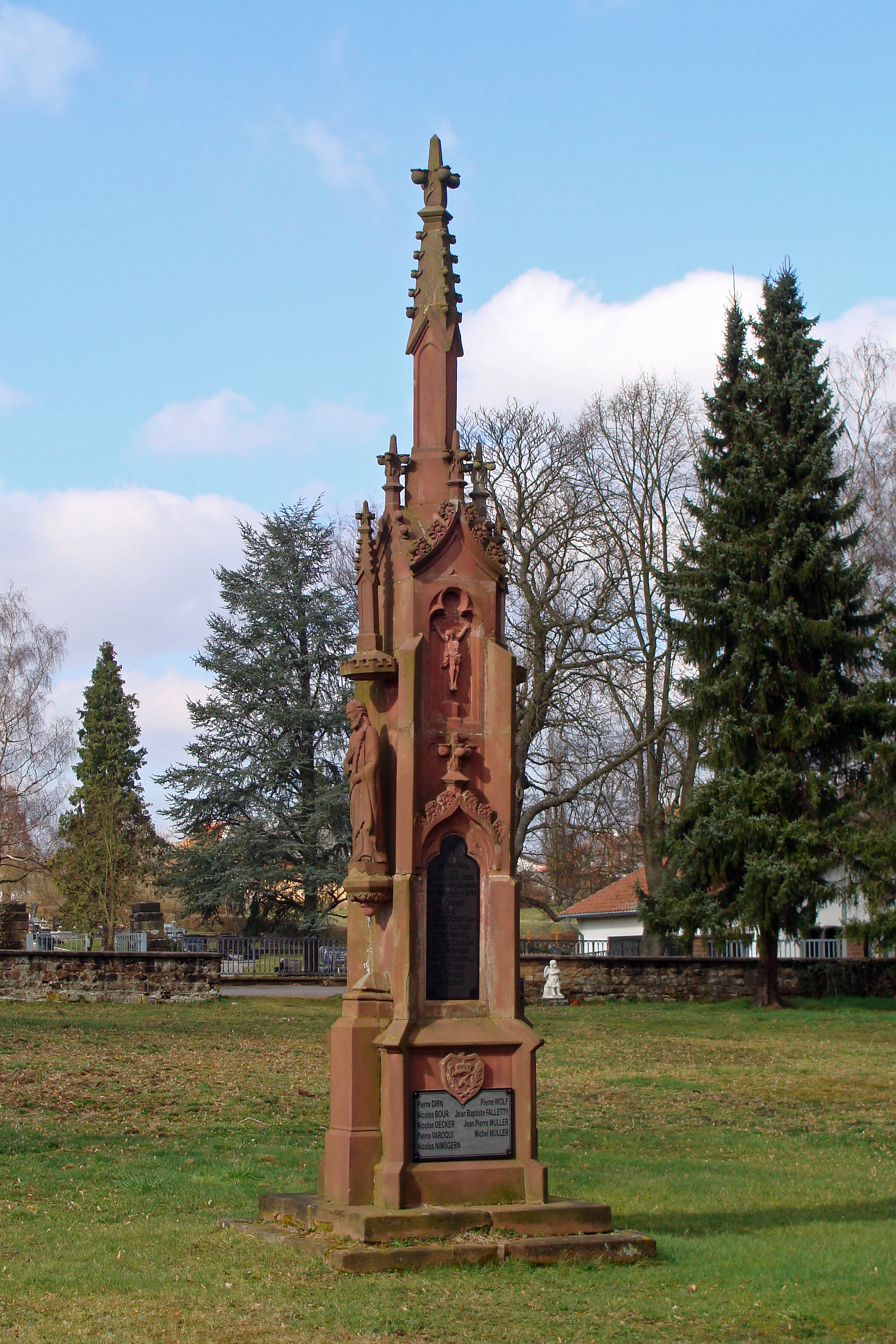
Bergmannsdenkmal von Lauterbach

### Natur
- Warndt
- Saarland-Rundwanderweg
- Völklinger Stadtpark
- Wildpark

### Museen
- Weltkulturerbe Völklinger Hütte, ein Ankerpunkt der Europäischen Route der Industriekultur (ERIH)
- Warndt-Glas und Heimatmuseum. Die Geschichte des Gebrauchtglases von 1880 bis 1939 wird gezeigt.

### Sonstige Sehenswürdigkeiten
- Saarpromenade (Rad- und Wanderweg am Ufer der Saar)

### Theater und Kinos
- Residenz-Kino (geschlossen)
- In Räumlichkeiten im und um das Weltkulturerbe Völklinger Hütte gibt es regelmäßig kulturelle Angebote der unterschiedlichsten Art.

### Sport
Im Hermann-Neuberger-Stadion ist der Fußballverein SV Röchling Völklingen zu Hause. In den 1970er-Jahren nahm der SV Röchling Völklingen an der Aufstiegsrunde zur 1. Fußball-Bundesliga teil, derzeit spielt der Verein in Bezirksliga Köllertal/Warndt.
Seit Juni 2024 tragen die Saarland Hurricanes ihre Heimspiele ebenfalls im Hermann-Neuberger-Stadion aus.
Die Kapazität des Stadions betrug bis 2007 etwa 16.000 – mittlerweile wurde es auf 6.800 Plätze zurückgebaut. Es gehört somit zu den größten Stadien im Saarland.
Folgende Sportstätten gibt es in Völklingen:
- 2 Stadien (Hermann-Neuberger-Stadion, Warndtstadion)
- 3 Sporthallen
- 15 Sportplätze
- 3 Bouleanlagen
- 3 Hundedressurplätze und Kleintierzuchtanlage
- 6 Angelweiher
- 4 Tennis-/Squashhallen
- 2 Schießstände
- 1 Faustballanlage
- 1 Skate-Anlage

### Regelmäßige Veranstaltungen
- Oster- und Herbstkirmes
- Nachtumzug: Faschingsumzug durch den Stadtteil Wehrden
- Saarfest
- Autokino am Weltkulturerbe Völklinger Hütte
- Drachenbootrennen
- Völklinger City-Lauf, veranstaltet vom Leichtathletik-Club Völklingen
- Ausstellungen im Weltkulturerbe Völklinger Hütte
- Feuerwehrfeste
- Völklinger Drachenfest in Wehrden
- Ludweiler Dorffest
- Weihnachtsmarkt
- Kirmes/Stadtfest
- City Open Airs – Live-Konzerte im St. Eligius Pfarrgarten
- Kunst gegen Bares (Kleinkunst Veranstaltung)

## Gedenkkultur der Stadt
Der deutsche Bildhauer Benno Elkan schuf 1920 in Frankfurt am Main ein Denkmal für die Opfer des Ersten Weltkriegs. Es zeigt eine im Schmerz zusammengesunkene, trauernde Frauenfigur und trug die Inschrift DEN OPFERN. Das Material war schwedischer Marmor. Als Elkan wenig später von der Stadt Völklingen ebenfalls mit der Gestaltung eines Denkmals für die Opfer des Ersten Weltkriegs beauftragt, entschied er sich wiederum für eine „Trauernde“, diesmal gehauen aus schwarzem Odenwaldgranit, diesmal mit der Inschrift ALLEN OPFERN. Das Denkmal wurde 1925 auf dem Ehrenfriedhof Völklingen eingeweiht. Beide Denkmäler wurden heftig kritisiert, denn Elkan brach mit der Tradition martialischer Heldendarstellungen, es fehlten Heldenkult und „das Pathos des Sterbens für ein Ideal“. Die Frauenfiguren wurde als „gebrochene“ Germania interpretiert, die Inschriften als Würdigung auch der gegnerischen Opfer – beides frontale Beleidigungen nationaler und konservativer Kreise. Die Denkmäler sollten während der Herrschaft der Nationalsozialisten zerstört werden. 1935 erfolgte dies in Völklingen. Das Frankfurter Denkmal wurde zwar ebenfalls abgetragen, doch blieb es am Betriebshof der Städtischen Straßenreinigung in der Gutleutstraße 220 erhalten. Am 18. April 1946 wurde es an seinem ursprünglichen Standort wieder aufgestellt.
Mitte des Jahres 1947 beschloss der Völklinger Stadtrat die Errichtung eines Denkmals für die Opfer des Faschismus, gestaltet vom Völklinger Bildhauer Peter Kunz, angefertigt vom Völklinger Grabsteinfabrikanten Oskar Biegel. Das Denkmal war das erste seiner Art im Saarland. Die Einweihung erfolgte am 28. September 1947 mit einem Festzug vom Marktplatz durch die geschmückten Straßen zum Festgelände in der Kühlweinstraße. Es sprachen Bürgermeister Anton Tinnes, Hermann Ratering, Vorsitzender der „Opfer des Faschismus“, und Colonel Gogombles als Vertreter der französischen Militärregierung. Nach der Niederlegung von Kränzen sang ein 800-stimmiger Chor das Lied „Die Himmel rühmen des Ewigen Ehre“ von Christian Fürchtegott Gellert und Ludwig van Beethoven.

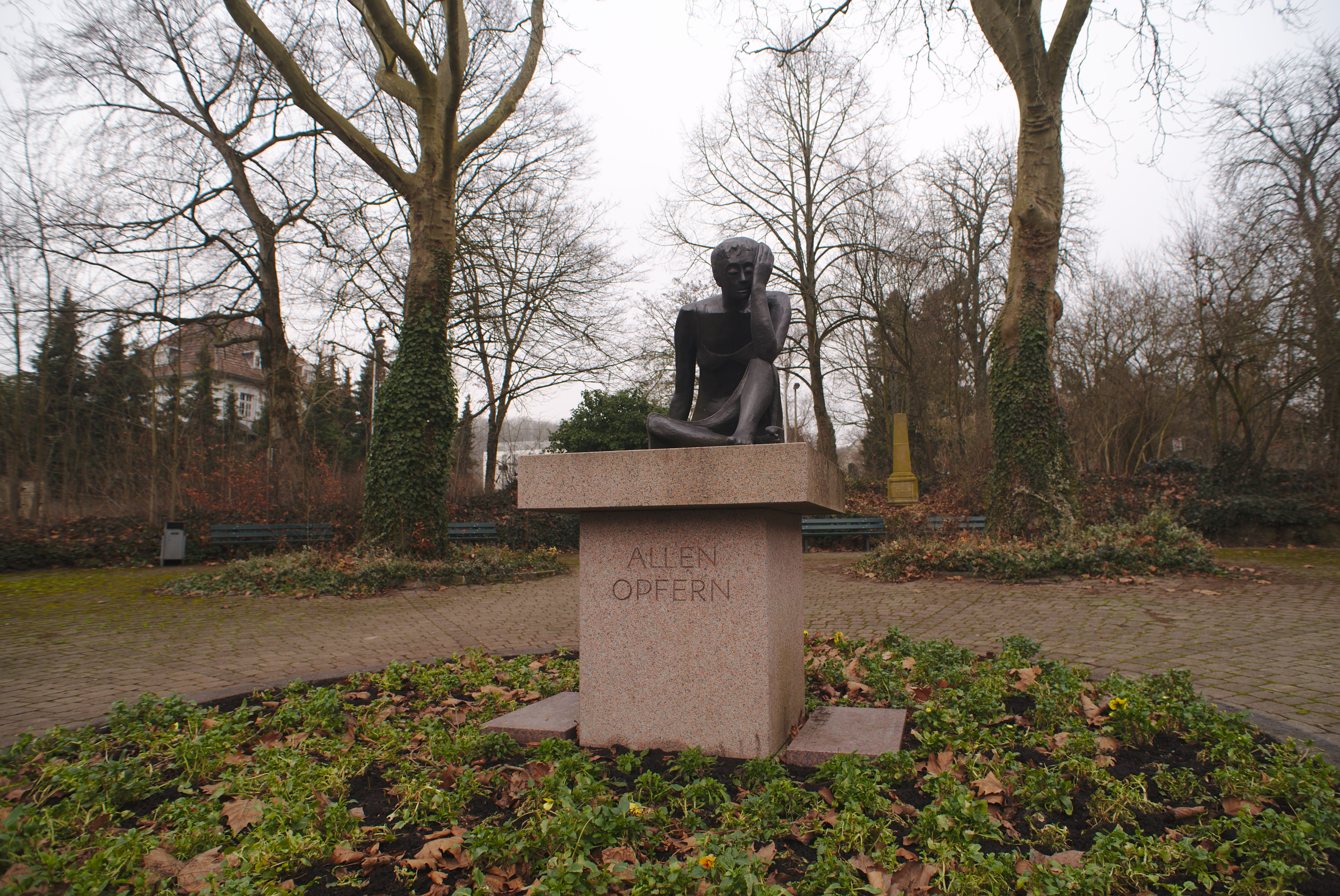
Weinende Mutter von Inge Andler-Laurenz

Im Oktober 2007 wandte sich der Oberbürgermeister von Völklingen an die Bildhauerin Inge Andler-Laurenz (1935–2018) mit dem Anliegen, einen Ersatz für die im Jahre 1935 zerstörte Skulptur von Benno Elkan zu schaffen. Die Künstlerin entschied sich für eine freie Nachschöpfung der Elkanschen Figur, für eine junge, in Trauer versunkene Frau. Sie verbirgt einen Teil ihrer linken Gesichtshälfte in der geöffneten Hand. Die Plastik wurde in der Dillinger Hütte aus grauem Gusseisen gefertigt, verzinkt und farbig gefasst. Sie wurde in der Kleinschen Anlage in Völklingen aufgestellt und am 28. April 2009 eingeweiht und trägt den Titel „Weinende Mutter“, eigentlich ein unpassender Name. Doch so wurde die seinerzeitige Elkan-Figur im Volksmund genannt.
In den Jahren 2011 bis 2022 verlegte der Künstler Gunter Demnig insgesamt 30 Stolpersteine, sie finden sich an 19 Adressen. Am 19. August 2014 wurde von ihm zum Gedenken an hunderte Zwangsarbeiter, die in Völklingen litten und starben, eine Stolperschwelle verlegt. 2018 gestaltet der Künstler Christian Boltanski innerhalb des Weltkulturerbes Völklinger Hütte eine Installation zum Gedenken an die Zwangsarbeiter während der NS-Herrschaft. 2024 organisierte die Stadt Völklingen eine Ausstellung und einen Vortrag des Titels „Geschichten von Mut und Widerstand“. Darin wurden Saarländer gewürdigt, die Widerstand gegen das NS-Regime leisteten.

## Wirtschaft und Infrastruktur

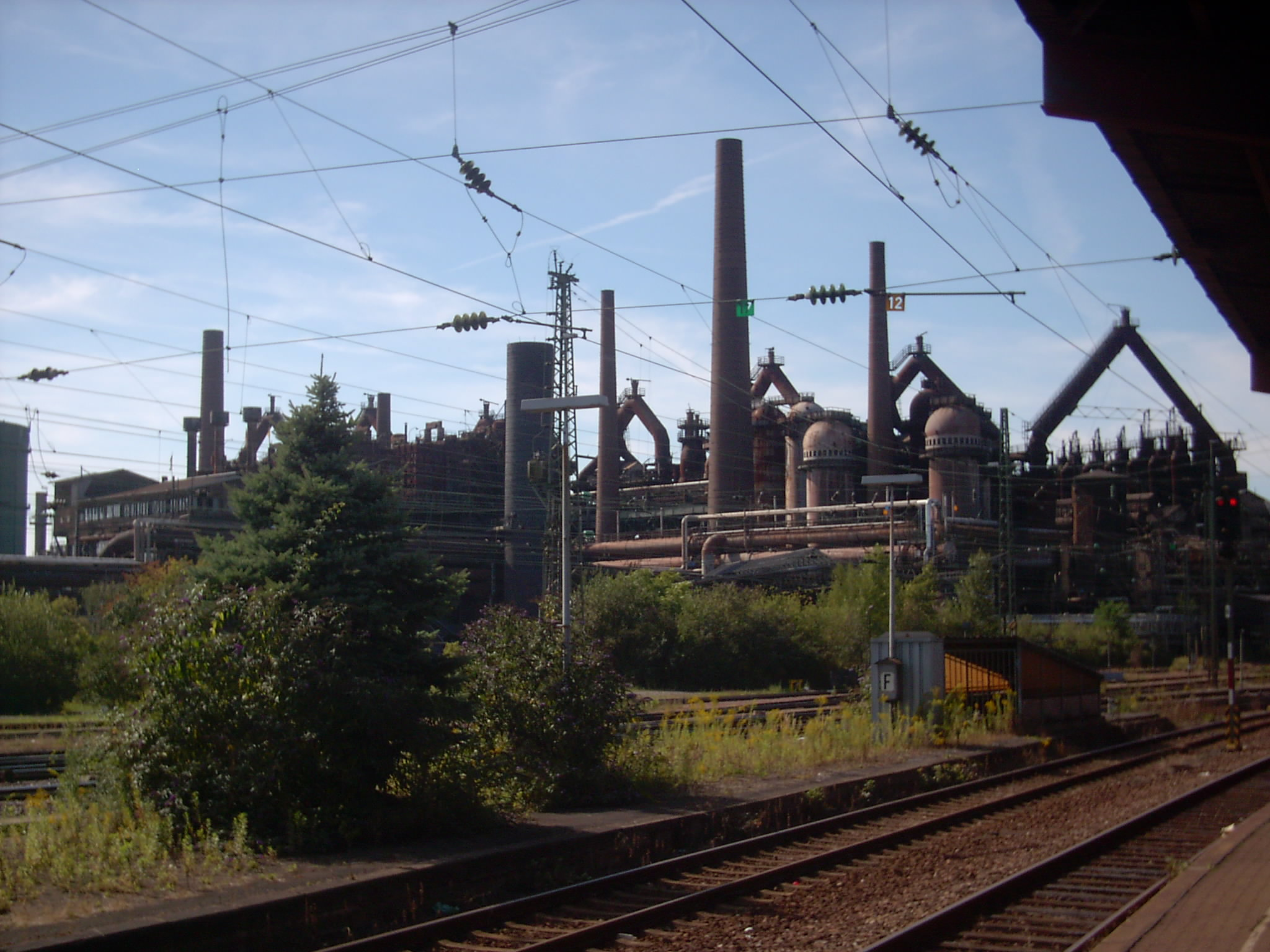
Völklinger Hütte

### Ortsansässige Unternehmen
Völklingen ist Sitz der u. a. aus dem ortsansässigen Röchling’schen Stahlwerk hervorgegangenen Saarstahl AG (Stahlherstellung und Weiterverarbeitung (Montanindustrie)).
Bei Völklingen ist das Kraftwerk Völklingen/Fenne gelegen.
In der Stadt befindet sich eine Anlage für Meeresfischzucht.

### Krankenhäuser
- St. Michael Krankenhaus (Akutkrankenhaus) (geschlossen 2009)
- SHG-Kliniken Völklingen (Diagnostik, Interventionelle Behandlung und Herzchirurgie)

### Gerichte
Völklingen verfügt über ein Amtsgericht, das zum Landgerichts- und OLG-Bezirk Saarbrücken gehört.

### Archiv
Seit 1876 besteht das Stadtarchiv Völklingen.

### Medien
Die Saarbrücker Zeitung gibt als Tageszeitung einen separaten Lokalteil für Völklingen und den Warndt heraus. Als wöchentliche Zeitung erscheint der Wochenspiegel Völklingen. Das offizielle Mitteilungsblatt der Stadt Völklingen, die Völklinger Stadtnachrichten, erscheinen im 14-tägigen Rhythmus. Und auch die alle zwei Wochen erscheinende Saar-Zeitung enthält viele Beiträge über die Hüttenstadt. In den Stadtteilen Lauterbach, Ludweiler und Geislautern erscheint 14-täglich die Zeitung Warndt aktuell. Im Internet ist außerdem die Webseite Völklingen im Wandel mit regelmäßig neuen Beiträgen über die Mittelstadt und Stadtteile vertreten.

### Bildung
In Völklingen befinden sich verschiedene Schulformen. Darüber hinaus ist Völklingen ein Hochschulstandort.
Grundschulen
- Grundschule Völklingen-Bergstraße/Röchlinghöhe, Grundschule Fürstenhausen, Grundschule Völklingen-Haydenstraße, Grundschule Heidstock/Luisenthal, Grundschule Ludweiler-Lauterbach, Grundschule Völklingen-Wehrden/Geislautern

Förderschule
- Astrid-Lindgren-Schule

Gemeinschaftsschulen
- Graf-Ludwig-Gemeinschaftsschule, Gemeinschaftsschule Am Sonnenhügel, Hermann-Neuberger-Schule/Gemeinschaftsschule Völklingen

Gymnasien
- Albert-Einstein-Gymnasium, Marie-Luise-Kaschnitz-Gymnasium, Warndt-Gymnasium Völklingen, Technisches Gymnasium (TG)

Berufsbildungszentrum
In Völklingen besteht mit dem BBZ Völklingen ein Berufsbildungszentrum mit verschiedenen Schulformen:
- Zweijährige Gewerbeschule (GS)
- Handelsschule (HS)
- Fachoberschule (FOS)
  - Wirtschaft und Verwaltung
  - Technische Informatik
  - Technik
  - Naturwissenschaften und Umwelttechnik (*)
- Berufliches Gymnasium (OG)
  - Biotechnologie (*)
  - Elektrotechnik bzw. Maschinenbau/Metalltechnik
  - Informationstechnik (*)
- Höhere Berufsfachschule für Automatisierungs- und Computertechnik (HBFS) (*)

(*) Für diese Schulformen ist das TGSBBZ Völklingen der einzige Standort im Saarland.
Volkshochschule Völklingen
- Die 1958 gegründet VHS Völklingen ist mit mehr als 15.000 Unterrichtsstunden und über 10.000 Teilnehmenden die zweitgrößte[32] Volkshochschule im Saarland.

Hochschule
- Hochschule der Bildenden Künste Saar

Mitten im Weltkulturerbe Völklinger Hütte befinden sich neben dort vorhandenen Ateliers und Werkstätten weitere Werk- und Projekträume für Dozenten sowie für Seminare, Workshops und Ausstellungen der Hochschule. Der Standort Völklingen wird als Entwicklungszentrum für interdisziplinäre Projekte ausgebaut und ist Standort des S_A_R Projektbüros.

### Verkehr

#### Straßenverkehr
Völklingen ist durch die Bundesautobahn 620 (Saarlouis–Saarbrücken) und die Bundesstraße 51 (Bremen–Saargemünd) an das überregionale Straßennetz angebunden. Beide Straßen verlaufen in Höhe von Völklingen parallel zum Fluss in Nord-Süd-Richtung.

#### Eisenbahnverkehr
Der Bahnhof Völklingen befindet sich an der Bahnstrecke Saarbrücken – Trier und wird von der Deutschen Bahn unterhalten. Es halten Züge der Gattungen Regional-Express (RE) und Regionalbahn (RB) mit Verbindungen nach Saarbrücken, Trier, St. Ingbert, Koblenz, Kaiserslautern und Mannheim.

#### Innerstädtischer ÖPNV (Busbetrieb)
Der ÖPNV wird heute durch Busse, hauptsächlich der Völklinger Verkehrsbetriebe, gewährleistet. Es bestehen Verbindungen zum Beispiel in den angrenzenden Warndt, nach Lebach, Püttlingen und Bous. Die frühere Straßenbahn Völklingen wurde 1959 stillgelegt und durch den zwischen 1950 und 1967 verkehrenden Oberleitungsbus Völklingen ersetzt.

#### Schifffahrt
An der Saar befindet sich ein Hafen sowie die Schleuse Völklingen, die gemeinsam mit einem Schleusenwärterhäuschen zwischen 1875 und 1879 erbaut wurde und als Ensemble unter Denkmalschutz steht.
Im Stadtteil Wehrden betreibt die Stadt bei Saarkilometer 75 eine Personenschifffahrtsanlegestelle sowie am gegenüberliegenden Ufer eine Schwimmsteganlage für Sport- und Hausboote. Beide Anlegestellen befinden sich in unmittelbarer Nähe des UNESCO-Weltkulturerbes Völklinger Hütte.
Bilder

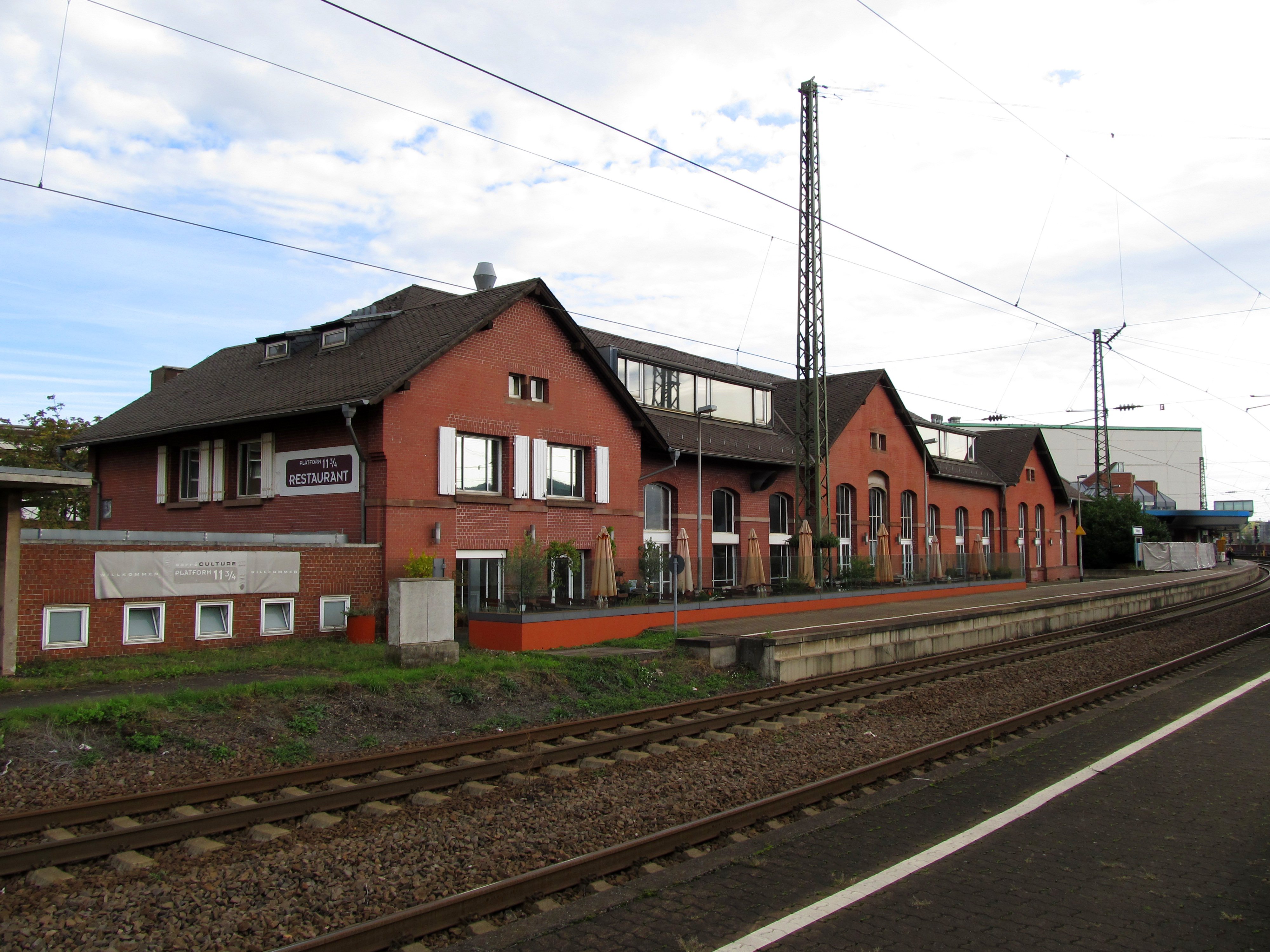
Alter Bahnhof Völklingen, Gleisseite
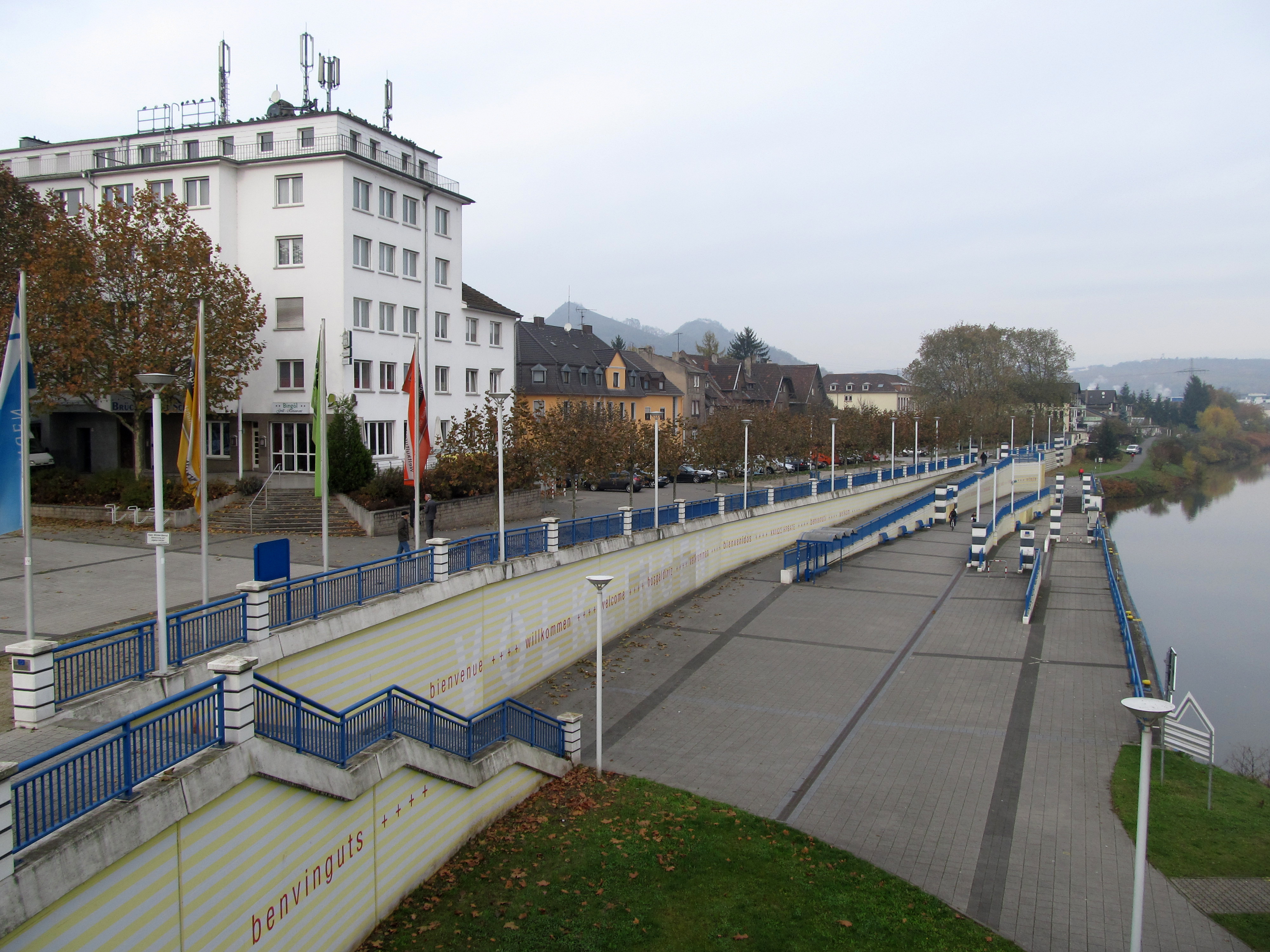
Anlegestelle im Stadtteil Wehrden

## Persönlichkeiten

### Söhne und Töchter der Stadt
- Louis Röchling (1863–1926), Unternehmer in der Montanindustrie und Mitglied des Rheinischen Provinziallandtages
- Hermann Röchling (1872–1955), Leiter der Völklinger Hütte
- Hermann Nasse (1873–1944), Kunsthistoriker, Hochschullehrer
- Arthur Nasse (1882–nach 1946), Jurist, Beamter, Ministerialdirigent
- Johannes Schulz (1884–1942), katholischer Priester, Verfolgter des NS-Regimes, der im KZ Dachau verhungerte
- Jakob Hommes (1898–1966), katholischer Philosoph, Schriftsteller, Hochschullehrer und Hochschulrektor
- Karl Josef Roemer (1899–1984), Jurist, Generalanwalt beim Gerichtshof der Europäischen Gemeinschaften
- Hermann Trittelvitz (1909–1970), Minister für Arbeit und Sozialwesen (SPD), langjähriger Aufsichtsrat der Völklinger Hütte
- Tilli Breidenbach (1910–1994), Schauspielerin
- Hermann Hubig (1912–1999), Wirtschaftsjurist, SS-Sturmbannführer
- Carl Schmidt (1912–1989), Theologe, römisch-katholischer Weihbischof in Trier
- Richard Tamblé (1913–1982), Politiker (SPD), Mitglied des Bundestages
- Karl Montag (1917–1982), Geigenbauer und Kunstmaler
- Hermann Neuberger (1919–1992), Präsident des Deutschen Fußball-Bundes
- Raymund Durand (1924–2008), Oberbürgermeister in Völklingen
- Erich Schmidt (1925–2009), Ringer
- Lothar Friedrich (1930–2015), Radrennfahrer
- Hans Otto Bräutigam (* 1931), parteiloser Politiker und Diplomat
- Kurt Schirra (1931–1983), Boxer
- Hans Netzer (* 1935), Politiker (SPD), Oberbürgermeister von Völklingen
- Herbert Nikolaus Lenhof SAC (1936–2017), Bischof von Queenstown
- Lea Ackermann (1937–2023), Ordensschwester, Gründerin des Frauenprojekts SOLWODI
- Werner Kuhn (* 1941), Politiker (FDP)
- Harald H. Zimmermann (1941–2019), Informationswissenschaftler
- Elke Herrmann (1942–2009), Journalistin
- Claus Peter Schnorr (1943–2025), Mathematiker und Informatiker
- Norbert Berger (1945–2012), Sänger
- Helmut M. Niegemann (* 1947), Bildungs- und Medienpsychologe
- Lothar Blatt (* 1948), Jurist und Politiker
- Jutta Gusenburger (* 1948), Sängerin
- Wolfgang Schneider (* 1950), Psychologe
- Hans Günter Engel (* 1951), Offizier
- Peter E. Funck (* 1951), Schauspieler
- Isolde Kunkel-Weber (* 1954), Gewerkschafterin
- Hermann Paar (* 1954), Basketballtrainer
- Birgit Seelbach-Göbel (* 1954), Gynäkologin
- Peter Zimmermann (* 1955), Regisseur
- Hans Peter Kurtz (* 1955), Politiker (SPD)
- Günter Schuler (* 1955), Journalist
- Irene Alt (* 1957), Politikerin (Bündnis 90/Die Grünen)
- Hans-Jörg Fecht (* 1957), Werkstoffwissenschaftler und Nanotechnik-Wissenschaftler
- Jutta Müller (1957–2019), Politikerin (SPD)
- Hans-Joachim Kühn (* 1958), Historiker
- Thomas Remark (* 1959), Fußballspieler
- Stephan Tautz (* 1959), Politiker (Parteilos), Oberbürgermeister von Völklingen
- Jürgen Schüssler (* 1960), Politiker (SPD)
- Annegret Kramp-Karrenbauer (* 1962), Politikerin (CDU)
- Jörg Meyrer (* 1962), katholischer Priester und Buchautor
- Anke Berger (* 1965), Richterin
- Rainer Oster (* 1966), Organist, Cembalist und Ensembleleiter
- Boris Obergföll (* 1973), Leichtathlet
- Carsten Birk (* 1977), Fußballspieler
- Frank Franz (* 1978), Politiker (NPD)
- Konstantin Ames (* 1979), Schriftsteller
- Daniel Sträßer (* 1987), Schauspieler
- Manuel Zeitz (* 1990), Fußballspieler
- Yves Kunkel (* 1994), Handballspieler
- Carrie Schreiner (* 1998), Automobilrennfahrerin

### Persönlichkeiten, die im Ort gewirkt haben
- Carl Hansmann (1852–1917), Pionier der Osteosynthese, von 1893 bis 1907 dirigierender Arzt am Knappschaftslazarett Völklingen
- Friedrich Masselter (1908–1979), römisch-katholischer Priester im Völklinger Stadtteil Heidstock
- Georg Heusel (1921–2014), Architekt und Immobilienunternehmer
- Luitwin Bies (1930–2009), Historiker und Buchautor über Völklingen
- Hans Netzer (* 1935), Politiker (SPD), von 1975 bis 1989 MdL, von 1989 bis 2003 Oberbürgermeister von Völklingen
- Roswitha Hollinger (1945–2023), Politikerin (SPD), von 1992 bis 2001 Vorsitzende des SPD-Gemeindeverbandes Völklingen
- Meinrad Maria Grewenig (* 1954), deutscher Kunsthistoriker, von 1999 bis 2020 Generaldirektor des Weltkulturerbes Völklinger Hütte

### Ehrenbürger der Stadt
(Quelle: )
- Gideon Michel Lallemand (1921–2021), Kommunalpolitiker, seit 26. Januar 2001
- Heinz Nikolaus Steinlein (1928–2013), Pastor, seit 26. Januar 2001
- Augustine Theresia (Gustl) Walisch (1919–2016), seit 26. Januar 2001
- Johannes (Hans) Netzer (* 1935), Oberbürgermeister A. D., seit 8. April 2022